# Gnoien
 Gnoien  város a Németország Mecklenburg-Elő-Pomeránia tartományában Rostock és Demmin között.

## Népesség
| Lakosok száma | 3060 | 2928 | 2880 | 2865 | 2838 | 2867 |
|               | 2013 | 2017 | 2019 | 2021 | 2022 | 2023 |

## Városrészek
Öt városreśz létezik: Eschenhörn, Gnoien, Kranichshof, Warbelow und Dölitz.

## Története
Írott forrásban elsőként 1257-ben tűnik fel a város.

## Turistalátványosságok

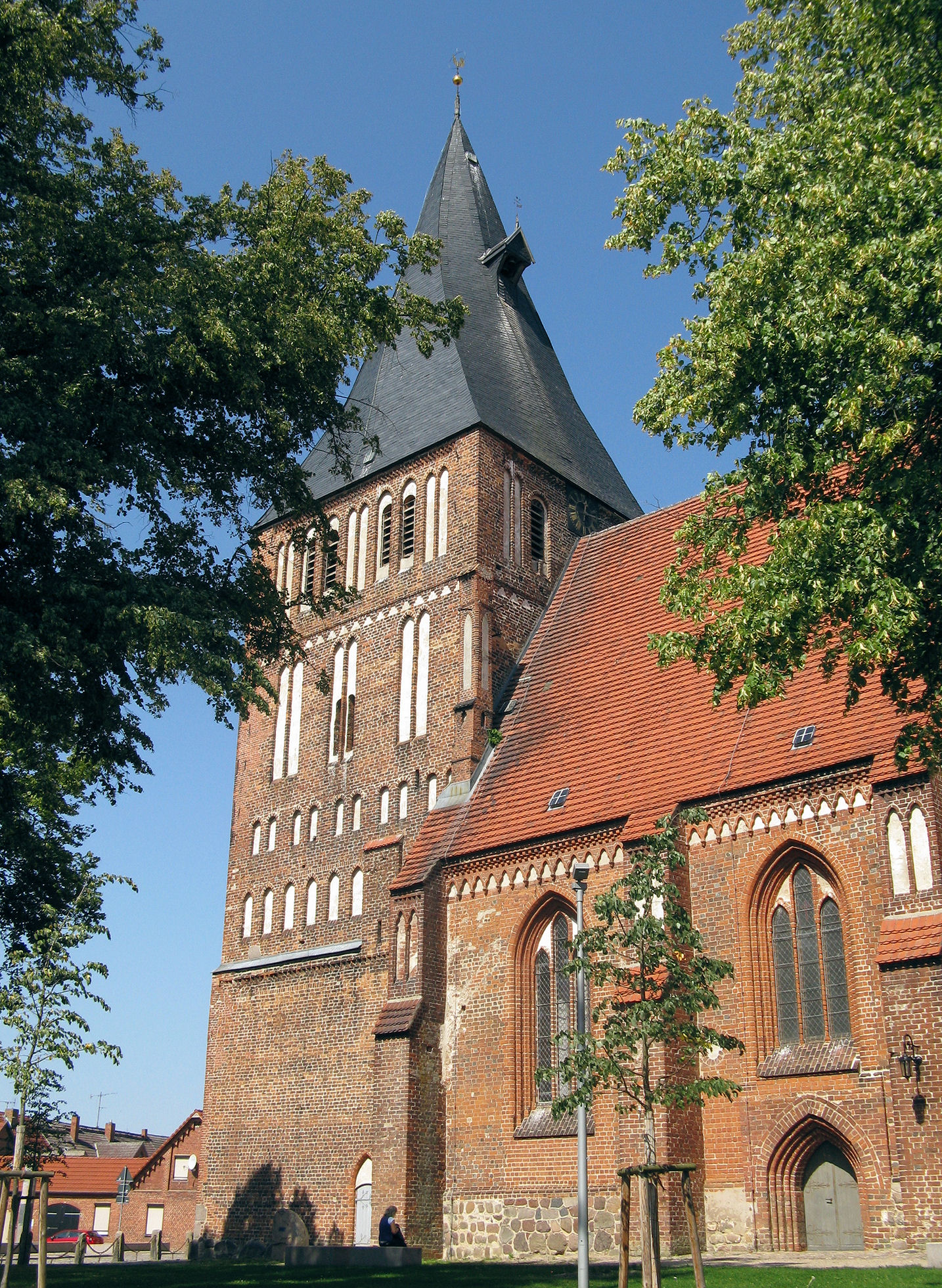
A Máriatemplom

- evangelikus Máriatemplom